# مکس استراب
کارل یوهانس مکس استراب (۲۸ سپتامبر ۱۹۰۰–۲۳ مارس ۱۹۶۶) یک پروفسور ویولون آلمانی و استاد برجسته ویولن بود. وی در طول ۳۶ سال فعالیت خود به عنوان اصلی‌ترین گروه چهار استراب به شهرت جهانی دست یافت. ایستگاه‌ها به عنوان مدیر کنسرت او را از دهه ۱۹۲۰ به اپرای اشتوتگارت، درسدن و برلین هدایت کردند. وی در سال ۱۹۲۶ به عنوان جوانترین استاد موسیقی آلمان در لیست دانشکده موسیقی لیزست قرار گرفت، وی تماسهای خود را به دانشگاه هنر برلین و پس از جنگ جهانی دوم با دانشکده موسیقی دتمولد دنبال کرد. استراب یکی از آشنایان رپرتوار کلاسیک-رمانتیک بود، اما خود را وقف موسیقی مدرن نیز کرد، از جمله او در جهان اولین نمایش سوناتای ویولون شماره ۲ هندوریت را در دنیای بزرگ ارائه داد. وی موسیقی هانس پفیتزنر را تبلیغ کرد. استراب تا سال ۱۹۴۵ با ویولن استرادیواری نواخت. ضبط‌های متعدد مربوط به دهه‌های ۱۹۳۰ و ۱۹۴۰ کار او را مستند می‌کند.

## زندگی

### خاستگاه و تشویق موسیقی
استروب در سال ۱۹۰۰ به عنوان بزرگترین فرزند از سه فرزند عکاس اتو استراب و همسرش آیدا، خواهر گوهرینگر، در ماینتس در دوک‌نشین بزرگ هسن - دارمشتات به دنیا آمد. مادر وی دختر یک تولیدکننده سیگار از همسایه بیبریچ، منطقه ای از ویسبادن بود که بعداً در آن تأسیس شد. خواهرش الیزابت با یک تولیدکننده آمریکایی ازدواج کرد که قرار بود با او در ویمار اقامت گزیند. روزا، خواهر کوچکترش نیز بیشتر عمر خود را در آنجا سپری کرد.
پدرش بیشتر خرج زندگیش را از طریق عکاسی پس از مرگ درآورد.

### پایان جنگ و ویالون استرادیواریوس
کمی قبل از پایان جنگ جهانی دوم، استرب در شهرستان گلاتز در استان سیلسیا کار می‌کرد. با نزدیک شدن ارتش سرخ، وی مانند دیگر اعضای فیلارمونیک به سمت غرب فرار کرد. در پراگ مدت کوتاهی توسط گشتاپو دستگیر شد و پس از آزادی به اسارت نیروهای چک و روسیه درآمد.

### دانشجویان
کارل زوکمایر (۱۹۴۵) یک بار از استروب به عنوان «یکی از بهترین نوازندگان ارکستر و معلمین ویولن در اروپا» یاد کرد. برخی از دانشجویان ویولن استراب بعداً در کوارتت‌های زهی مشهور بازی کردند (مانند گوانتهاوس کوارتت، باستیان کوارتت، استروس کوارتت و کوارتت زهی مونیخ). حلقه دانشجویان وی در ویمار، برلین، سالزبورگ و دتمولد بدین گونه است:
- ویمار: هدی اشکرمن و ادموند کوتچر
- رلین: بایونگسو آهن، هانس-گئورگ آرلت، یوهانس باستیان، یورگن هینریش هاورز، ویلی هوروات، ماکس کایزر، ایوالد لاسن، برونو لنز، اوی لیویاک، اورسولا مونزر-لیندر و هورست سنمولر
- سالزبورگ: لوکاس دیوید و والتر کلندر
- دتمولد: گوتز برنائو، ورنر گروبولز، فرانتس-یوزف کوپچیک، آلبرشت روسلر، گوستاو اشماهل و کرت-کریستین استایر.

### انواده
از ۱۹۲۲ تا ۱۹۳۲، استراب با دانشجوی سابق خود هیلده نوفر (۱۸-۱۹-۱۹۸۰؛ بعداً راسون) ازدواج کرد. هیلده از یک خانواده هنرمند ویمار بود و دختر بازیگر دربار یهودی داگوبرت نوفر و نویسنده هیلدگارد نوفر-استاونهاگن بود. استراب‌ها در هدرکیرچه انجیلی-لوتر در ویمار ازدواج کردند و صاحب سه فرزند شدند. پسر آنها هارالد استروب (۱۹۲۳–۱۹۸۸) یک نوازنده ویولن سل و عضو چهار گروه آریاگا شد. داماد ایرلندی وی جان رونین در میان دیگر مدیر کنسرت ارکستر سمفونیک رادیو باواریا بود.